# سولومون ماركوس
سولومون ماركوس (بالرومانية: Solomon Marcus)‏ هو رياضياتي وفيلسوف روماني، ولد في 1 مارس 1925 في باكاو في رومانيا، وتوفي في 17 مارس 2016 في بوخارست في رومانيا بسبب قصور القلب.